# Nova Riyanti Yusuf
Nova Riyanti Yusuf, née à Palu, dans la province de Sulawesi central, en Indonésie, le 27 novembre 1977 est une femme de lettres et une psychiatre indonésienne. C'est également une femme politique élue à la Chambre des représentants de 2009 à 2014. 

## Biographie
Elle a été étudiante à l'Université Trisakti, de 1995 à 2002.  
Ces années ont été marquées par la fin du régime de Soeharto, et des heurts entre les forces de l'ordre et les étudiants, avec des épisodes violents. La chute de ce général, qui était resté plus de trente ans au pouvoir, a permis à l'Indonésie d'entamer une transition démocratique. Elle a écrit son premier roman pendant ses études de médecine. Elle a continué pendant sa spécialisation en psychiatrie. Elle est l'auteur de plusieurs romans, d'essais, d'articles de journaux et d'adaptations romancées de scénarios de films. Elle utilise quelquefois l'acronyme NoRiYu en guise de signature. Elle a été également chargée de cours  au département psychologie de l'Université Paramadina à Jakarta. 
En 2009, elle a été élue député dans une des circonscriptions de Jakarta, après avoir été retenue comme candidate par le Parti démocrate indonésien. Durant son mandat, elle a notamment travaillé pour faire évoluer le traitement médical et que cessent la stigmatisation, l’enfermement et l'usage de méthodes qu'elle juge indignes sur les personnes souffrant de troubles mentaux. Elle a été battue en 2014, son parti étant devancé également au niveau national  par le Parti démocratique indonésien de lutte né d'une scission du parti démocrate,.
Son œuvre littéraire est assez significative  d'une nouvelle génération de romancières en Indonésie, avec Ayu Utami et Dewi Lestari notamment, avec une libération de la parole sur les conditions des femmes, une approche sans tabou du thème du sexe, et une aspiration à une société pluriculturelle remettant en cause des approches de la société plus traditionnelles,,,.

## Principales publications
- Mahadewa, mahadewi, 2003.
- Imipramine, roman, Jakarta, gramedia Pustaka Utama, 2004.
- 30 hari mencari cinta, roman, 2004.
- 3some, 2005.
- Libido junkie : a memoir for the radicals, 2005.
- Stranger than fiction, 2008
- Atas nama jiwa, 2011.
- Interupsi! : the other side of the story, 2015.